# آنگکاسا پورا
آنگکاسا پورا (انگلیسی: Angkasa Pura) شرکت دولتی ترابری اندونزیایی است، که در سال ۱۹۶۲ تأسیس شد.